# Rots
Rots (tyska Rotz eg. 'nässlem', av likabetydande fornhögty. roz), malleus, är en smittsam sjukdom hos häst, åsna och mula som orsakas av bakterien Burkholderia mallei. Sjukdomen är en zoonos och kan således drabba även människor men är mycket ovanlig. Senaste påvisade fallet i Sverige var 1943, då hos en häst. 